# Premiul Oscar pentru cel mai bun scurtmetraj
Premiul Oscar pentru cel mai bun scurtmetraj (Academy Award for Best Live Action Short Film) se acordă începând cu anul 1974.

## Scurt istoric
Între 1971-1973 s-a folosit termenul "Short Subjects, Live Action Films", iar din 1957 până în 1970 "Short Subjects, Live Action Subjects".
Între 1936-1956 au existat două premii separate: "Best Short Subject, One-reel" și "Best Short Subject, Two-reel". (o rolă însemna un film de circa 11 minute.) 
O a treia categorie,   "Best Short Subject, color" a fost acordată în 1936 și 1937. Între 1932 și  1935 termenii utilizați erau "Best Short Subject, comedy" și "Best Short Subject, novelty".

## Lista filmelor câștigătoare

### 1931–1935
Comedie
- The Music Box (1932) - film cu Stan și Bran
- So This Is Harris! (1933)
- La Cucaracha (1934)
- How to Sleep (1935)

Noutate
- Wrestling Swordfish (1932)
- Krakatoa (1933)
- City of Wax (1934)
- Wings Over Everest (1935)

### 1936–1956
Color
- Give Me Liberty (1936)
- Penny Wisdom (1937)

O-rolă
- Bored of Education (1936)
- The Private Life of the Gannets (1937)
- That Mothers Might Live (1938)
- Busy Little Bears (1939)
- Quicker'n a Wink (1940)
- Of Pups and Puzzles (1941)
- Speaking of Animals and Their Families (1942)
- Amphibious Fighters (1943)
- Who's Who in Animal Land (1944)
- Stairway to Light (1945)
- Facing Your Danger (1946)
- Goodbye, Miss Turlock (1947)
- Symphony of a City (1948)
- Aquatic House Party (1949)
- Grandad of Races (1950)
- World of Kids (1951)
- Light in the Window (1952)
- Overture to The Merry Wives of Windsor (1953)
- This Mechanical Age (1954)
- Survival City (1955)
- Crashing the Water Barrier (1956)

Două-role
- The Public Pays (1936)
- Torture Money (1937)
- Declaration of Independence (1938)
- Sons of Liberty (1939)
- Teddy, the Rough Rider (1940)
- Main Street on the March! (1941)
- Beyond the Line of Duty (1942)
- Heavenly Music (1943)
- I Won't Play (1944)
- Star in the Night (1945)
- A Boy and His Dog (1946)
- Climbing the Matterhorn (1947)
- Seal Island (1948)
- Van Gogh (1949)
- In Beaver Valley (1950)
- Nature's Half Acre (1951)
- Water Birds (1952)
- Bear Country (1953)
- A Time Out of War (1954)
- The Face of Lincoln (1955)
- The Bespoke Overcoat (1956)

### Scurtmetrajele între 1957–1973
- The Wetback Hound (1957)
- Grand Canyon (1958)
- The Golden Fish (1959)
- Day of the Painter (1960)
- Seawards the Great Ships (1961)
- Heureux Anniversaire (1962)
- An Occurrence at Owl Creek Bridge (1963)
- Casals Conducts: 1964 (1964)
- The Chicken (1965)
- Wild Wings (1966)
- A Place to Stand (1967)
- Robert Kennedy Remembered (1968)
- The Magic Machines (1969)
- The Resurrection of Broncho Billy (1970)
- Sentinels of Silence (1971)
- Norman Rockwell's World... An American Dream (1972)
- The Bolero (1973)

### Scurtmetrajele începând din 1974
- One-Eyed Men Are Kings (1974)
- Angel and Big Joe (1975)
- In the Region of Ice (1976)
- I'll Find a Way (1977)
- Teenage Father (1978)
- Board and Care (1979)
- The Dollar Bottom (1980)
- Violet (1981)
- A Shocking Accident (1982)
- Boys and Girls (1983)
- Up (1984)
- Molly's Pilgrim (1985)
- Precious Images (1986)
- Ray's Male Heterosexual Dance Hall (1987)
- The Appointments of Dennis Jennings (1988)
- Work Experience (1989)
- The Lunch Date (1990)
- Session Man (1991)
- Omnibus (1992)
- Schwarzfahrer (1993)
- Franz Kafka's It's a Wonderful Life / Trevor (1994)
- Lieberman in Love (1995)
- Dear Diary (1996)
- Visas and Virtue (1997)
- Election Night (1998)
- My Mother Dreams the Satan's Disciples in New York (1999)
- Quiero ser (I want to be ...) (2000)
- The Accountant (2001)
- This Charming Man (2002)
- Two Soldiers (2003)
- Wasp (2004)
- Six Shooter (2005)
- West Bank Story (2006)
- Le Mozart des Pickpockets (2007)
- Toyland (2008)
- The New Tenants (2009)
- God of Love (2010)
- The Shore (2011)
- Curfew (2012)
- Helium (2013)
- The Phone Call (2014)
- Stutterer (2015)
- Sing (2016)
- The Silent Child (2017)
- Skin (2018)
- The Neighbor's Window (2019)
- Două lumi străine (2020)
- The Long Goodbye (2021)
- An Irish Goodbye (2022)
- The Wonderful Story of Henry Sugar (2023)
- The Only Girl in the Orchestra (2024)